# モンテゴ・ベイ

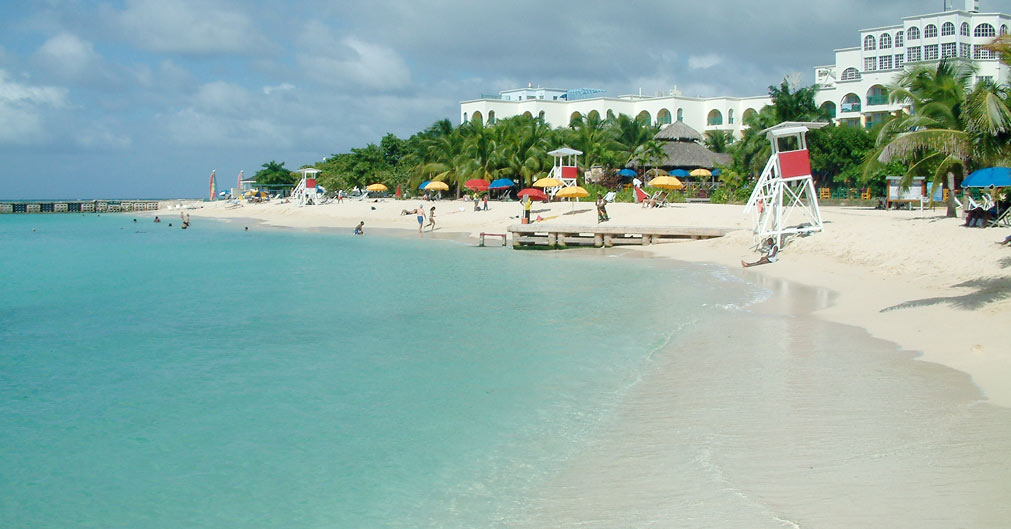
モンテゴ・ベイのビーチ

モンテゴ・ベイ（Montego Bay）は、西インド諸島ジャマイカ島西部の北に位置するジャマイカ第2の都市。通称モベイ（MoBay）。

## 概要
セント・ジェームズ教区の中心都市で、ジャマイカ最大の観光地である。サングスター国際空港はジャマイカで最も旅客の多い空港であり、クルーズ船の埠頭もある。
“モンテゴ”という言葉は、スペイン語で「ラード」を意味する“マンテカ”が語源で、かつてスペイン人が、山に棲む野生の豚から取ったラードを、この港から船積みしていたことに由来する。
モンテゴ・ベイの観光産業は1924年に最初のホテルが建てられたことに遡る。今日では、超豪華なホテルからスタンダードなゲストハウスまで、幅広い宿泊施設が揃っている。5つのチャンピオンシップ・ゴルフ・コースがあるのは、カリブ海地域でもモンテゴ・ベイだけ。モンテゴ・ベイ市内のヒップ・ストリップと呼ばれるグロセスター通りには、スタンダードタイプのホテルが集中しているほか、ギフトショップ、レストランなどが建ち並ぶ。
2010年代に入ると殺人事件が多発するようになり、2017年には死亡者数335人と過去最高を記録した。2018年1月18日、アンドリュー・ホルネス首相は非常事態宣言を行い、政府はリゾート施設滞在者に外へ出ないように呼び掛けている。

## 姉妹都市
- アトランタ、アメリカ合衆国

## 出身者
- オニール・ベル - ボクシング選手
- ニコラス・ウォータース - ボクシング選手
- ジェフ・カニンガム - サッカー選手
- イアン・グッディソン - サッカー選手
- ドノヴァン・リケッツ - サッカー選手
- キング・ジャミー - 音楽プロデューサー
- ジョー・ギブス - 音楽プロデューサー
- 鈴木武蔵 - 日本のサッカー選手。ガンバ大阪所属。